# 巴拉瑞特 (加利福尼亞州)
巴拉瑞特（英語：Ballarat）是位於美國加利福尼亞州因約縣的一個非建制地區。該地的面積和人口皆未知。

## 地理
巴拉瑞特的座標為36°02′52″N 117°13′24″W / 36.04778°N 117.22333°W，而該地的平均海拔高度為329米（即1079英尺）。